# The Dollmaker
The Dollmaker (bra: Esculpindo Minha Vida) é um telefilme dramático americano de 1984, estrelado por Jane Fonda e baseado no romance homônimo de 1954, escrito por Harriette Arnow. Foi originalmente transmitido pela ABC em 13 de maio de 1984.
Fonda recebeu o Primetime Emmy Award de Melhor Atriz em Minissérie ou Telefilme e foi indicada ao Globo de Ouro de melhor atriz em minissérie ou telefilme por sua atuação. O diretor Daniel Petrie ganhou o Directors Guild of America Award por Melhor Realização de Direção em Especiais Dramáticos. O filme também foi indicado ao Globo de Ouro de melhor minissérie ou telefilme.

## Resumo do enredo
O filme é a história de uma família que se muda de sua casa rural em Appalachia para Detroit, Michigan, onde o pai pretende encontrar trabalho em uma fábrica. Gertie hesita em sair de casa; seu marido, Clovis, acredita que isso trará à família uma renda regular e um modo de vida melhor. O que Gertie encontra é um novo lugar para existir, em vez de viver, e a família se instala em uma cabana de papel alcatroado perto dos trilhos da ferrovia em um bairro industrial.
Enquanto isso, Gertie mantém seus métodos caseiros, um dos quais é a escultura. Clovis começa a descartar seus talentos e menospreza Gertie por manter sua arte popular no mundo moderno. Mesmo assim, seu trabalho é admirado por aqueles que a rodeiam. Um dos itens em que ela se pendura é um pedaço de galho de árvore no qual ela vê uma figura de Jesus chamando-a para esculpi-lo.
Um revés após o outro começa a separar a família. Clovis não encontra trabalho e começa a se envolver em assuntos que preocupam Gertie; seus filhos também começam a se envolver em assuntos desagradáveis.
O acontecimento que quebra a passividade de Gertie em relação à sua situação é a morte de sua filha mais nova, morta por um vagão de trem. Ela confronta o marido, cujas melhores intenções levaram a família a esta tragédia. Gertie decide que ganhará dinheiro suficiente para levar a família de volta para casa, onde ela pertence. Para isso ela fará bonecos, mas não tem material para esculpir os bonecos. É então que ela pega o precioso pedaço de madeira onde ela desejava esculpir a figura de Cristo e o parte com um machado. De um só pedaço de madeira ela esculpirá muitos bonecos. É a única maneira de salvar a família.
A partir desse sacrifício, a família consegue voltar para casa.

## Elenco
- Jane Fonda – Gertie Nevels
- Levon Helm – Clovis Nevels
- Amanda Plummer – Mamie Childers
- Susan Kingsley – Sophronie Meanwell
- Ann Hearn – Max
- Bob Swan – Victor
- Geraldine Page – Sra. Kendrick
- Jason Yearwood – Reuben
- David Brady Wilson – Enoch
- Starla Whaley – Clytie
- David Dawson – Amos
- Nikki Creswell – Cassie
- Raymond Serra – Joe
- Dan Hedaya – Skyros
- Ellen Marchman – Wheateye
- Sheb Wooley – Sr. Kendrick